# Luxemburgo nos Jogos Olímpicos de Verão de 1956
Luxemburgo participou dos Jogos Olímpicos de Verão de 1956 na cidade de Melbourne, na Austrália. Nesta edição o país não teve medalhistas.